# Maud Mary Brindley
Maud Mary Brindley (1866-1939) fue una artista y sufragista inglesa, miembro de la Unión Social y Política de las Mujeres. 

## Biografía
Brindley nació en Carlisle en 1866, hija del comandante Eadon.

## Activismo
Fue arrestada por "incitación a asaltar la Cámara de los Comunes" tras un mitin en Trafalgar Square en octubre de 1908, lo que la llevó a cumplir un período de tres meses en la prisión de Holloway.   
En 1913, fue arrestada y sentenciada por romper escaparates en Oxford Street, por lo cual cumplió una condena de cinco meses en Holloway.

## Vida privada
Se casó con su compañero artista y pintor paisajista John Angell James Brindley en 1899. Maud falleció el 28 de noviembre de 1939 en West Malling, en Kent. 